# انه کاوپس
انه کاوپس (استونیایی: Ene Kaups؛ زادهٔ ۱۳ فوریهٔ ۱۹۶۳) سیاستمدار و نماینده سابق مجلس اهل استونی است.